# Grazalema
Grazalema é um município da Espanha na província de Cádiz, comunidade autónoma da Andaluzia, de área 121 km² com população de 2 218 habitantes (2007) e densidade populacional de 17,77 hab/km².
Faz parte da Rota das aldeias brancas e da rede das Aldeias mais bonitas de Espanha.

## Demografia
| Variação demográfica do município entre 1991 e 2004 | Variação demográfica do município entre 1991 e 2004 | Variação demográfica do município entre 1991 e 2004 | Variação demográfica do município entre 1991 e 2004 |
| --------------------------------------------------- | --------------------------------------------------- | --------------------------------------------------- | --------------------------------------------------- |
| 1991                                                | 1996                                                | 2001                                                | 2004                                                |
| 2 240                                               | 2 298                                               | 2 195                                               | 2 178                                               |